# Rosa Roth – In guten Händen
In guten Händen ist ein deutscher Fernsehfilm von Carlo Rola aus dem Jahr 2006. Es handelt sich um die einundzwanzigste Episode der ZDF-Kriminalfilmreihe Rosa Roth mit Iris Berben in der Titelrolle.

## Handlung
Drei Mumien werden in einem leerstehenden Berliner Mietshaus gefunden. Nach einer gerichtsmedizinischen Untersuchung, kann ausgemacht werden, dass es sich bei den Leichen um zwei krebskranke Kinder und eine erwachsene Frau handelt. Da es sich bei der Frau nicht um die Mutter handelt, besteht der Verdacht, dass das Miethaus als illegale Krankenstation diente. Rosa Roth hat die Krebsforscherin Dr. Kerstin Sander im Visier, die bereits für ihre unorthodoxen Forschungsmethoden bekannt ist.

## Hintergrund
In guten Händen wurde vom 1. März 2005 bis zum 25. April 2005 in Berlin und Umgebung gedreht. Am 11. März 2006 wurde die Folge um 20:15 Uhr im ZDF erstausgestrahlt.

## Kritik
Die Kritiker der Fernsehzeitschrift TV Spielfilm vergaben dem Film die bestmögliche Wertung, sie zeigten mit dem Daumen nach oben. Sie konstatierten: „Bei diesem Thema sehen viele rot(h)“.